# Чемпіонат світу з пляжного футболу 1997
Чемпіонат світу з пляжного футболу 1997 — третій чемпіонат світу з пляжного футболу, який відбувався у 1997 році. Чемпіонат втретє пройшов на пляжі Копакабана в Ріо-де-Жанейро, Бразилія і його втретє поспіль виграла збірна Бразилії. У цьому чемпіонаті європейські збірні вперше не змогли подолати груповий етап.
Переможцем стала збірна Бразилії, яка у фіналі перемогла збірну Уругваю.

## Формат турніру
Організатори продовжили використовувати той же формат, як і в попередні два роки. Вісім команд були розбиті на дві групи по чотири команди у кожній. Дві команди з кожної групи проходили у півфінал.

## Учасники
| Збірна     | Конфедерація | Кількість виступів на ЧС до цього | Найкращий виступ           | Остання участь |
| ---------- | ------------ | --------------------------------- | -------------------------- | -------------- |
| Японія     | АФК          | дебютант                          | дебютант                   | дебютант       |
| США        | КОНКАКАФ     | 2                                 | 2 місце (1995)             | 1996           |
| Бразилія   | КОНМЕБОЛ     | 2                                 | Переможець (1995, 1996)    | 1996           |
| Уругвай    | КОНМЕБОЛ     | 2                                 | 2 місце (1996)             | 1996           |
| Аргентина  | КОНМЕБОЛ     | 2                                 | Груповий етап (1995, 1996) | 1996           |
| Франція    | УЄФА         | дебютант                          | дебютант                   | дебютант       |
| Португалія | УЄФА         | дебютант                          | дебютант                   | дебютант       |
| Італія     | УЄФА         | 2                                 | 3 місце (1996)             | 1996           |

## Груповий турнір

### Група A
| Команда   | Очки | І | В | П | ГЗ | ГП | +/- |
| --------- | ---- | - | - | - | -- | -- | --- |
| Уругвай   | 6    | 3 | 2 | 1 | 12 | 10 | 2   |
| Аргентина | 6    | 3 | 2 | 1 | 10 | 8  | 2   |
| Італія    | 3    | 3 | 1 | 2 | 8  | 8  | 0   |
| Франція   | 3    | 3 | 1 | 2 | 7  | 10 | -3  |

| 14 січня 1997 |

| Уругвай | 5–4 | Аргентина |
| ------- | --- | --------- |
|         |     |           |

| Копакабана |

| 14 січня 1997 |

| Італія | 4–1 | Франція |
| ------ | --- | ------- |
|        |     |         |

| Копакабана |

| 15 січня 1997 |

| Франція | 5–3 | Уругвай |
| ------- | --- | ------- |
|         |     |         |

| Копакабана |

| 15 січня 1997 |

| Аргентина | 3–2 | Італія |
| --------- | --- | ------ |
|           |     |        |

| Копакабана |

| 16 січня 1997 |

| Аргентина | 3–1 | Франція |
| --------- | --- | ------- |
|           |     |         |

| Копакабана |

| 16 січня 1997 |

| Уругвай | 4–2 | Італія |
| ------- | --- | ------ |
|         |     |        |

| Копакабана |

### Група Б
| Команда    | Очки | І | В | П | ГЗ | ГП | +/- |
| ---------- | ---- | - | - | - | -- | -- | --- |
| Бразилія   | 9    | 3 | 3 | 0 | 27 | 8  | 19  |
| США        | 6    | 3 | 2 | 1 | 12 | 11 | 1   |
| Португалія | 3    | 3 | 1 | 2 | 14 | 18 | -4  |
| Японія     | 0    | 3 | 1 | 2 | 5  | 21 | -16 |

| 14 січня 1997 |

| Бразилія | 12–3 | Японія |
| -------- | ---- | ------ |
|          |      |        |

| Копакабана |

| 14 січня 1997 |

| США | 7–5 | Португалія |
| --- | --- | ---------- |
|     |     |            |

| Копакабана |

| 15 січня 1997 |

| Бразилія | 10–2 | Португалія |
| -------- | ---- | ---------- |
|          |      |            |

| Копакабана |

| 15 січня 1997 |

| США | 2–1 | Японія |
| --- | --- | ------ |
|     |     |        |

| Копакабана |

| 16 січня 1997 |

| Бразилія | 5–3 | США |
| -------- | --- | --- |
|          |     |     |

| Копакабана |

| 16 січня 1997 |

| Португалія | 7–1 | Японія |
| ---------- | --- | ------ |
|            |     |        |

| Копакабана |

## Матчі плей-оф

### Півфінали
| 18 січня 1997 |

| Уругвай | 6–5 (по пенальті) | США |
| ------- | ----------------- | --- |
|         |                   |     |

| Копакабана |

| 18 січня 1997 |

| Бразилія | 14–3 | Аргентина |
| -------- | ---- | --------- |
|          |      |           |

| Копакабана |

### Матч за 3-тє місце
| 19 січня 1997 |

| США | 5–1 | Аргентина |
| --- | --- | --------- |
|     |     |           |

| Копакабана |

### Фінал
| 19 січня 1997 |

| Бразилія | 5–2 | Уругвай |
| -------- | --- | ------- |
|          |     |         |

| Копакабана |

| Переможець чемпіонату світу з пляжного футболу 1997 року |
| -------------------------------------------------------- |
| Бразилія                                                 |
| Бразилія Третій титул                                    |

## Підсумкова таблиця чемпіонату
| Місце | Команда    |
| ----- | ---------- |
| 1     | Бразилія   |
| 2     | Уругвай    |
| 3     | США        |
| 4     | Аргентина  |
| 5     | Італія     |
| 6     | Португалія |
| 7     | Франція    |
| 8     | Японія     |

## Нагороди

### Найкращий бомбардир
| Місце | Гравець                       | Голи |
| ----- | ----------------------------- | ---- |
| 1=    | Леовежильдо Жуніор (Бразилія) | 12   |
| 1=    | Венансіо Рамос (Уругвай)      | 12   |

### Найкращий гравець
| Гравець                       |
| ----------------------------- |
| Леовежильдо Жуніор (Бразилія) |

### Найкращий воротар
| Player                  |
| ----------------------- |
| Пауло Сержіо (Бразилія) |